# Gonzalo Ruiz De La Cruz
Gonzalo Ruiz De La Cruz (28 de abril de 1988) é um voleibolista profissional mexicano.

## Carreira
Gonzalo Ruiz  é membro da seleção mexicana de voleibol masculino. Em 2016, representou seu país napós 48 anos de ausência do país no voleibol nos Jogos Olímpicos de Verão no Rio de Janeiro, que ficou em 12º lugar.